# Castelo de Montaigne

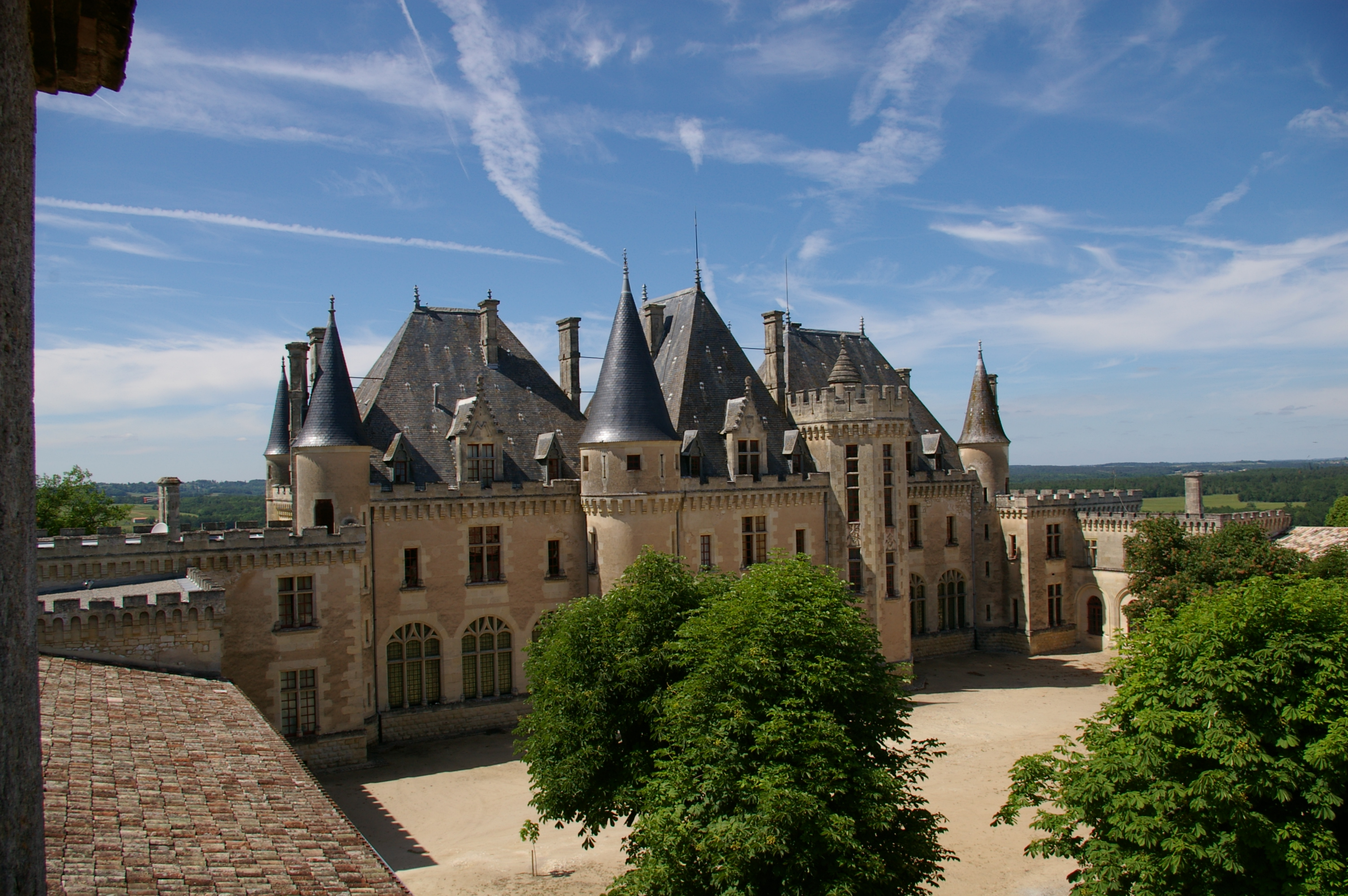
Vista exterior do Castelo de Montaigne

O Castelo de Montaigne (francês: Château de Montaigne) está localizado em Saint-Michel-de-Montaigne, no departamento de Dordonha, região Aquitânia, no sudoeste da França. Situado entre Libourne e Bergerac, é um castelo do século XIV, que foi concluída no século XIX. Era a residência do filósofo francês Michel de Montaigne, o fundador dos ensaios.

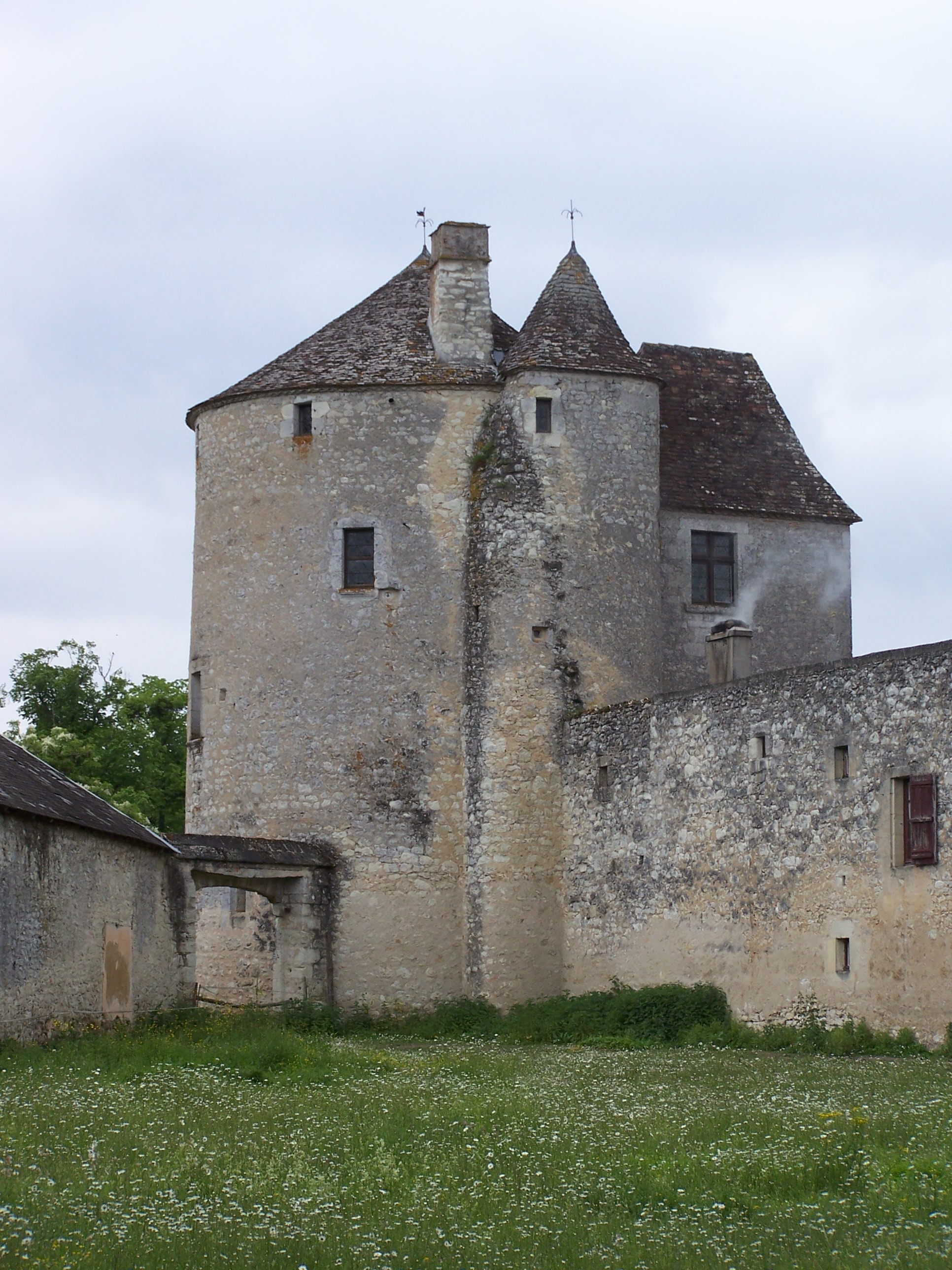
Torre onde era localizada a biblioteca de Michel de Montaigne

O castelo está classificado como Monumento histórico da França, pelo decreto de 28 de março de 1952.
A arquitetura é projetada no estilo do neo-renascentista. Depois do grande portão de entrada, há um pátio quadrado delimitado por muros altos. A torre redonda da biblioteca (na foto ao lado direito) é o único remanescente do século XVI.

## Historia
A propriedade foi adquirida pelo comerciante de vinhos Ramon Eyquem em 1477, bisavô do filósofo Michel de Montaigne, que tinha vindo para a propriedade através de seu trabalho em Bordéus.  Adquiriu o título hereditário de "Seigneur de Montaigne" (português: Senhor de Montaigne) e estabeleceu-se com sua família no local. Nesse castelo foi onde o pai de Michel, Pierre Eyquem, forneceu uma sólida educação clássica na infância de seu filho (que diz nos ensaios ter falado latim como lingua materna até os seis anos).
Em 1584, Montaigne recebeu em seu castelo o rei de Navarra, Henrique de Bourbon, futuro Henrique IV, e assim transformou-se em um amigo real próximo.
De 1571 até sua morte em 1592, Michel de Montaigne escreveu seus ensaios famosos (francês: Essais), as obras principais do humanismo do renascimento, e os frutos de uma vida de reflexão e leitura.
Após sua morte, a viúva Françoise de La Chassaigne continuou a residir no castelo. Ela recebia ali Marie de Gournay, a quem conheceu e tornou-se amiga em 1588 durante uma viagem à Paris e a quem enviara uma cópia anotada dos Essays solicitando que ela cuidasse de sua publicação (o que não aconteceu até quinze meses depois).
Em 1860, Pierre Magne, ministro de Napoleão III, comprou o castelo. Ele se retirou depois da crise de 16 de maio de 1877 e se tornou em geral distante das reuniões do Senado. Morreu de doença em 17 de fevereiro de 1879.
O castelo mudou várias vezes ao longo dos séculos, e foi reconstruído após um incêndio em 1885, porém apenas parcialmente.

## Torre
No sul do edifício principal esta localizado a torre da biblioteca, que consiste em uma grande e uma torre redonda menor com um pequeno edifício residencial. No andar térreo encontra-se uma capela. No primeiro andar, com acesso por uma escadaria de pedra redonda, está localizado o quarto de Michel de Montaigne, onde passou seus últimos dias. No piso superior, ficava a sua biblioteca.